# Odivelas
Odivelas (odi'vɛlɐʃ o ɔdi'vɛlɐʃ]) è un comune portoghese di 133 847 abitanti situato nel distretto di Lisbona.

## Società

### Evoluzione demografica
| 2001   | 2004   |
| 133847 | 143995 |

## Organizzazione politica
Il municipio di Odivelas è amministrato da una câmara municipal composta da un presidente e dieci vereadores. L’organo deliberativo del municipio è l'Assembleia Municipal ed è composta da 37 deputati, di cui 33 eletti direttamente e i restanti 4 occupati dai Presidenti delle Juntas de Freguesia.

## Freguesias
- Caneças
- Famões
- Odivelas, già Odivelas (Lumiar e Carnide)
- Olival Basto
- Pontinha
- Póvoa de Santo Adrião
- Ramada

## Curiosità
Dolce tipico della città è la cosiddetta marmelada branca, ma la città ha avuto un ruolo fondamentale nella produzione dolciaria nazionale sin dai tempi più antichi, con le suore del convento di Odivelas che sono doventate famose proprio per la loro maestria dolciaria.